# Agostino di Duccio

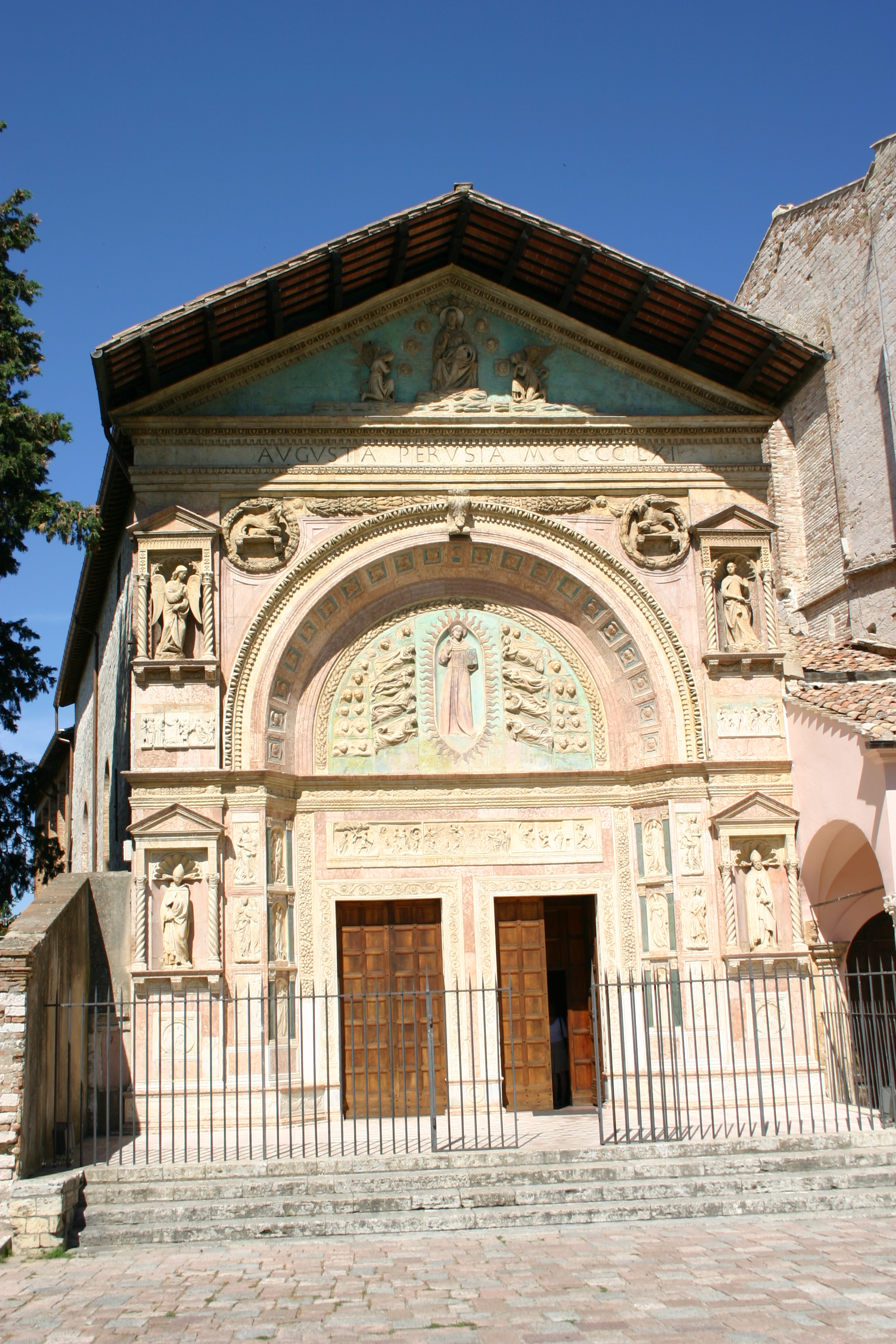
Mramorová fasáda kostela S. Bernardino v Perugii.

Agostino di Duccio (1418, Florencie – asi 1481, Perugia) byl italský sochař v období renesance.
Byl ovlivněn Donatellem a Michelozzem, s kterými pracoval v Pratu. Roku 1441 byl obviněn z krádeže a vyhnán z Florencie. Následující rok pokračoval v práci na oltáři sv. Geminiána pro modenskou katedrálu Nanebevzetí Panny Marie.
Roku 1446 studoval pozdně gotická sochařská díla v Benátkách a setkal se s Matteem de' Pasti, který jej povolal k výzdobě Tempio Malatestiano v Rimini, kde Agostino pobýval v letech 1449 až 1457.
Mezi lety 1457 a 1462 pracoval na mramorové fasádě kostela sv. Bernardina v Perugii a poté obdržel mnoho zakázek, zvláště ve Florencii. Například Madonnu d'Auvillers pro Piera de' Medici, nyní v Louvru. Roku 1473 navrhl bránu kostela S. Pietro v Perugii. Tento návrh však nebyl nikdy realizován.